# Cis (Italie)
Pour les articles homonymes, voir Cis.
Cis (en allemand : Tscheiss, en italien : Cis, en Nones ou Ladin : Cis) est une commune italienne d'environ 300 habitants située dans la province autonome de Trente dans la région autonome du Trentin-Haut-Adige dans le nord-est de l'Italie.
Cis se situe dans la Province autonome de Trente à environ 40 km au nord-ouest de la ville de Trente, dans le val di Non, aux frontières du val di Sole. Son altitude moyenne est de 732 m.

## Géographie
Cis est située dans le sud de la chaîne des Alpes, la commune est entièrement montagneuse.
Cis est traversée par le Torrent Barnes qui, lui-même se jette dans le Torrent Noce (en solandro et en nones : Nos, en allemand, Nonsbach ou Ulz). 
Le Noce traverse le lac (artificiel) de Santa Giustine et finalement, devient un affluent du fleuve Adige près de la localité de San Michele all'Adige.

## Armoiries officieuses
|  | Blason de CIS Blasonnement : Les armes sont de deux couleurs gueules (soit rouge) et sinople (soit vert)) ; au milieu, se dresse une tour sur laquelle représentée une poignée de mains tandis que, dans le bas, on peut voir le symbole du torrent qui traverse le village (Torrent Barnes). À droite un rameau de laurier, à gauche un rameau de chêne, liés d'un nœud or et bleu. Source du blasonnement : Traduction des articles Wikipedia Italien et Anglais |

## Histoire
Jusqu'à la Première Guerre mondiale, Cis (comme toute la région du Trentin - Haut-Adige) fait partie de l'Empire austro-hongrois.
Après la Première Guerre mondiale et le traité de Versailles de 1919, Cis (comme toute la région du Trentin - Haut-Adige) est rattaché au royaume d'Italie sous le roi Victor-Emmanuel III d'Italie.

## Économie
L'économie de Cis comme de tout le val de Non est principalement de type agricole (fruticole). 
La vallée est rendue célèbre par sa très vaste production de pommes Golden Delicious connues commercialement sous le nom de marque MELINDA (toute première marque DOP (Denominazione di Origine Protetta, Dénomination d'origine protégée) attribuée en Italie à un produit du secteur fruticole). 

## Linguistique: le «nones»
Le nones (pron. nònes) ou noneso ou anaunico est un dialecte roman utilisé dans le Val di Non (d'où le nom).
D'après de nombreux linguistes, c'est une variante du « ladin dolomitique ». Il présente de nombreuses variantes selon le village dans lequel il est parlé.

## Administration
| Période                                  | Période     | Identité      | Étiquette     | Qualité |
| ---------------------------------------- | ----------- | ------------- | ------------- | ------- |
| 22 novembre 2018                         | 10 mai 2015 | Fabio Mengoni | Liste civique |         |
| 10 mai 2015                              | En cours    | Fabio Mengoni | Liste civique |         |
| Les données manquantes sont à compléter. |             |               |               |         |

## Monuments et lieux d’intérêt: architecture religieuse
Eglise San Giorgio (XIIIe)

## Monuments et lieux d’intérêt: architecture militaire
Château de Mostizzolo (XIIIe)

## Répartition linguistique
Lors du recensement de 2001, 3,4 % de la population se déclaraient ladins.

## Principaux noms de famille à Cis
Au 31/12/2013, la population était de 310 habitants. Les principaux noms de famille étaient :
| Nom         | Nombre | %    |
| ----------- | ------ | ---- |
| Zadra       | 51     | 16,5 |
| Ravanelli   | 30     | 9,7  |
| Betta       | 21     | 6,8  |
| Dalpiaz     | 21     | 6,8  |
| Decaminada  | 19     | 6,1  |
| Dapoz       | 12     | 3,9  |
| Ebli        | 12     | 3,9  |
| Mengoni     | 12     | 3,9  |
| Antonioni   | 10     | 3,2  |
| Gasperetti  | 10     | 3,2  |
| Autres noms | 112    | 36,1 |
| Total       | 310    | 100  |

## Données démographiques (31/12/2013)
| Population (N.) | Familles (N.) | Hommes (%) | Femmes (%) | Etranger(e)s (%) | Âge moyen (années) |
| --------------- | ------------- | ---------- | ---------- | ---------------- | ------------------ |
| 310             | 130           | 46,8       | 53,2       | 1,9              | 44,8               |

## Hameaux
Viar (, Plan, Poz)

## Communes limitrophes
Les communes limitrophes sont  Bresimo, Caldes, Cles et Livo.

## Infrastructures et transports
La localité de Mostizzolo, attenante à Cis, est traversée par la route nationale 42 du Tonale e de la Mendola
(Strada statale 42 del Tonale e della Mendola).
À Mostizzolo, on trouve aussi la station de chemin de fer (station de Mostizzolo) de la ligne Trento–Marilleva.

## Origines du nomVal di Non
Le val di Non doit son nom aux monts Aunani qui le séparent de la Bassa Atesina et du Val d'Adige. 
Dans un passé lointain, il était en effet appelé Vallée Anaune qui se changea en Val di Non au fil des siècles grâce notamment à la langue de ses habitants, le Nones, qui, selon les linguistes serait un dérivé du ladin. 

## Origines du nomVal di Sole
Le nom Val di Sole n'a aucun rapport avec le soleil ou d'anciens cultes solaires. L'étymologie du nom de Sole vient probablement de la déesse celtique de l'eau Sulis que les Romains ont appelé Minerve. Ceci est corroboré par l'existence de sources thermales encore de nos jours dans la vallée à Peio et Rabbi.

## Gastronomie de la région
Les plats sont souvent liés à l'agriculture de la région : la torta et le tortèl de pommes de terre, la tarte de pommes, le strudel, la lucanica (que l'on trouve sur le smacafam, une sorte de friture de grain sarrasin cuite au four), le speck. 
Viande de porc et insaccati s'accompagnent de crauti (des choux en saumure acide) et de polenta.
Une autre spécialité typique de la vallée sont les Tortèi de pommes de terre.
Parmi les premiers plats: canederli (en bouillon ou au beurre) strangolapreti (gnocchi de pain raffermi et d'épinards), 
la panada (soupe de pain raffermi et porcelet rôti), la soupe de poireaux et de pommes de terre et les minestroni. 
Les champignons sont présents dans de très nombreux plats. 
La polenta est une bouillie de farine de maïs (ou la farine elle-même). 
Le tonco de pontesèl est obtenu avec de la lucanica fraîche cuite avec de la farine grillée et est commun à la gastronomie de presque de toutes les vallées du trentin. 
Le lapin rôti est servi avec de la polenta, jaune ou noire.
La richesse en gibier se traduit dans une multiplicité de plats, le chevreuil, le cerf, le lièvre et le faisan accompagnés de pommes de terre rôties. 
Le gulasch alla trentina elle est une adaptation du plat austro-hongrois, de même que la viande salée du Trentin, chair crue en saumure (originaire de la zone du Lac de Garda, est aujourd'hui produite dans toute la région).
Les fromages trentins varient du grana au nostrano de casel, du fontal à la sopressa, classés sur base de la consistance de la pâte, à la période de mûrissement, à la cuisson et à la teneur de gras.
Parmi les desserts nous citerons les grostoi de carnaval, la tarte de fregolòti, les desserts à base de pommes,  
le raisin sultanina, pinoli, variante trentino-tirolese d'une douceur de Noël.
Pour le vin on peut citer le groppello, cultivé autour de Revò. 
Dans la vallée sont produites la grappa - la classique grappa blanche et celles aromatiques ou amères. 
Dans beaucoup de villages, on trouve du miel de production locale.

## Sources
- (it) Cet article est partiellement ou en totalité issu de l’article de Wikipédia en italien intitulé « Wikipedia:Cis (Italia) » (voir la liste des auteurs).